# 西北馬里昂鎮區 (密蘇里州波爾克縣)
西北馬里昂鎮區（英語：Northwest Marion Township）是位於美國密蘇里州波爾克縣的一個行政鎮區。

## 地方資料
西北馬里昂鎮區的面積為50.02平方千米，當中陸地面積為49.94平方千米，而水域面積為0.07平方千米。根據2020年美國人口普查的數據，當地共有人口3540人，而人口密度為每平方千米70.77人。